# آدا آمي
آدا آمي (بالإنجليزية: Ada Ameh)‏، هي مُمثلة نيجيرية، ولدت يوم 15 مايو 1974 في أجيغونليه بولاية لاغوس في نيجيريا، وأمضت ما يزيد عن عقدين في العمل السينمائي ببلادها.

## روابط خارجية
- آدا آمي على موقع IMDb (الإنجليزية)